# Johann Wilhelm Ritter

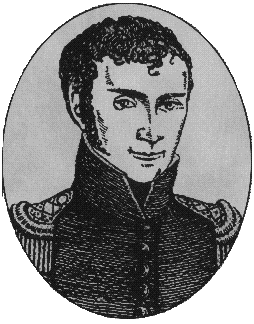
Johann Wilhelm Ritter

Johann Wilhelm Ritter (Samitz bei Haynau, 16 december 1776 – München, 23 januari 1810) was een Duits scheikundige en natuurkundige. Ritter deed zeer belangrijke ontdekkingen in de elektrochemie (droge batterij), ontdekte het ultraviolette spectrum van elektromagnetische straling en was de eerste die een expliciete link legde tussen galvanisme en chemische reactiviteit.

## Biografie
Ritter werd geboren in Samitz bei Haynau, Silezië (tegenwoordig Chojnów in Polen). Hij begon zijn carrière als apotheker, maar in 1796 ging hij naar de universiteit van Jena om wetenschap te studeren. Hier begon hij te experimenteren met zilverchloride, waarvan reeds bekend was dat het ontleedt onder invloed van licht. Ritter ontdekte dat dit effect versneld optrad in aanwezigheid van een onzichtbare "chemische" straling, voorbij het violette einde van het lichtspectrum. Deze straling werd bekend als ultraviolet.
In 1800, enkele maanden nadat het de Engels wetenschappers William Nicholson en Anthony Carlisle was gelukt om water te ontleden in waterstof en zuurstof door elektrolyse, herhaalde Ritter dit experiment. Hij plaatste de elektroden zo dat hij de twee gassen afzonderlijk in reageerbuisjes kon opvangen. Kort daarna ontdekte hij ook het proces van elektroplating door koper te bedekken met een laagje ander metaal.
In 1805 verhuisde Ritter naar München, waarbij hij een baan aannam bij de Bayerische Akademie der Wissenschaften. Ritter was gefascineerd door elektriciteit en vooral het effect ervan op het menselijke lichaam. In veel van zijn experimenten maakte hij gebruik van zijn eigen lichaam. Hij stierf op jonge leeftijd, mogelijk ten gevolge van deze experimenten met elektrische stromen.